# Raymond II van Bigorre
Raymond II van Bigorre († 1080) was van 1077 tot aan zijn dood graaf van Bigorre. Hij behoorde tot het huis Foix.

## Levensloop
Raymond II was de oudste zoon van burggraaf Bernard II van Bigorre en diens eerste echtgenote Clemence, wier afkomst onbekend gebleven is. 
In 1077 volgde hij zijn vader op als graaf van Bigorre. Hij bleef deze functie uitoefenen tot aan zijn overlijden in 1080.
Omdat Raymond II vermoedelijk ongehuwd en kinderloos bleef, werd hij als graaf van Bigorre opgevolgd door zijn halfzus Beatrix I en haar echtgenoot, burggraaf Centullus V van Béarn.